# 플럭스 방법
플럭스 방법(flux method)은 물질을 구성하는 각각의 물질을 용매에 녹여 비교적 낮은 온도에서 결정을 성장시키는 것을 말한다. 이 방법은 열변형률이 적은 결정을 만드는 데 적합하고 보통 백금이나 알루미나로 만들어진 도가니 속에서 행해진다. 구성물을 용매에 넣고 포화온도보다 약간 높게 유지시킨 다음 천천히 온도를 낮추면서 결정을 생성킨다. 소금물에서 소금을 얻는 것도 이 방법에 포함된다. 물이라는 용매에 나트륨과 염소 이온을 포화가 될 때까지 녹이고 서서히 온도를 낮추어주며 결정을 얻는다. 결정은 도가니의 온도가 낮은 부분에서 생성되기도 하고 생성핵이 존재하여 여기서부터 생성이 시작되기도 한다. 그러나 이 방법을 통해서 길러지는 시료는 크기가 비교적 작다는 단점이 있다.

## 같이 보기
- 화학기상증착
- 결정 성장
- 결정학
- 에피택시